# Matala Kuusivaara naturreservat
Matala Kuusivaara naturreservat är ett naturreservat i Kiruna kommun i Norrbottens län.
Området är naturskyddat sedan 2020 och är 890 hektar stort. Reservatet ligger söder om Vittangi och omfattar berget Kuusivaaras norra del och en del av sjön Penikkajärvi och består av granskogsklädda berg och myrlandskap med tjärnar och urskogsholmar